# Dolmen de la Beaune
Le dolmen de la Beaune, dolmen de la Beaume ou Pierre Levée, est un dolmen situé sur la commune d'Issendolus, dans le département français du Lot.
L'édifice est inscrit au titre des monuments historiques depuis 1988.

## Description
|                            |
| Vue générale de l'édifice. |

|            |
| Intérieur. |

|                                 |
| Bassin sur la dalle supérieure. |